# Crepidostomum metoecus
Crepidostomum metoecus är en plattmaskart. Crepidostomum metoecus ingår i släktet Crepidostomum och familjen Allocreadiidae. Inga underarter finns listade i Catalogue of Life.